# 滑鐵盧鎮區 (阿勒馬基縣)
滑铁卢鎮區（Waterloo Township），美国艾奥瓦州阿勒马基县的一个鎮區。总面积77.9平方公里，总人口266（2010年美国人口普查）。该鎮區有无正式建制居民点，只有一个无建制社区多切斯特。